# Каразіріково (Чекмагушівський район)
Каразірі́ково (рос. Каразириково, башк. Ҡарайерек) — село у складі Чекмагушівського району Башкортостану, Росія. Входить до складу Тузлукушевської сільської ради.
Населення — 405 осіб (2010; 499 у 2002).
Національний склад:
- татари — 73 %
- башкири — 27 %